# Palmitas
Palmitas är en ort i Mexiko.   Den ligger i kommunen Dolores Hidalgo och delstaten Guanajuato, i den centrala delen av landet, 280 km nordväst om huvudstaden Mexico City. Palmitas ligger 2 009 meter över havet och antalet invånare är 106.
Terrängen runt Palmitas är en högslätt. Runt Palmitas är det ganska tätbefolkat, med 93 invånare per kvadratkilometer. Närmaste större samhälle är Dolores Hidalgo, 10,4 km sydost om Palmitas. Trakten runt Palmitas består i huvudsak av gräsmarker.